# Leif Grane
Leif Grane (* 11. Januar 1928 in Lyngby; † 22. März 2000 in Kopenhagen) war ein dänischer lutherischer Kirchenhistoriker. Er war Spezialist für Lutherforschung und Reformationsgeschichte.
Leif Grane wuchs in Lyngby auf, als Sohn des Ingenieurs Jens Ludvig Grane und der Emma Karoline Regine Grane geb. Christensen.
Von 1946 bis 1953 studierte Grane Evangelische Theologie an den Universitäten Kopenhagen, Lund und Tübingen. Während seiner Studienaufenthalte in Lund und Tübingen spezialisierte er sich, unterstützt von Ragnar Bring und Gerhard Ebeling, auf Luthers Auseinandersetzung mit dem Ockhamismus. 1962 promovierte er in Kopenhagen mit dem Thema: Contra Gabrielem: Luthers Auseinandersetzung mit Gabriel Biel in der Disputatio Contra scholasticam theologiam. Von 1964 bis 1988 war Grane Professor für Kirchen- und Dogmengeschichte an der Universität Kopenhagen. Er hatte 1968/69 Gastprofessuren an der Universität Marburg und 1995/96 in Berlin.
In Modus loquendi theologicus: Luthers Kampf um die Erneuerung der Theologie (1515–1518) untersuchte Grane (1975) Luthers Arbeitsweise als Theologe. Die dritte internationale Monografie Granes, Martinus noster: Luther in the German Reform Movement 1518–1521 erschien 1994 und war Granes letzter großer Beitrag zur Lutherforschung. Kurz vor seinem Tod erschien 1999 ein Sammelband mit 13 Artikeln aus den Jahren 1968 bis 1991, die einen Überblick über die Breite von Granes reformationsgeschichtlicher Forschung geben: Reformationsstudien: Beiträge zu Luther und zur dänischen Reformation.
Grane verfasste Standardwerke über die Confessio Augustana.
Leif Grane war Ehrendoktor der Ludwig-Maximilians-Universität München (1980), der Universität Oslo (1986), der Universität Helsinki (1990) und der Universität Reykjavík (1997).

## Veröffentlichungen (Auswahl)
- Contra Gabrielem. Luthers Auseinandersetzung mit Gabriel Biel in der Disputatio Contra Scholasticam Theologiam 1517 (= Acta theologica Danica, Bd. 4). Gyldendal, Kopenhagen 1962 (= Dissertation Universität Kopenhagen).
- Peter Abaelard. Philosophie und Christentum im Mittelalter. Vandenhoeck & Ruprecht, Göttingen 1969.
- Die Confessio Augustana. Einführung in die Hauptgedanken der lutherischen Reformation. Vandenhoeck & Ruprecht, Göttingen 1970 (6. Aufl. 2006, UTB, Bd. 1400, ISBN 3-525-03263-3).
- Modus loquendi theologicus. Luthers Kampf um die Erneuerung der Theologie (1515 - 1518) (= Acta theologica danica, Bd. 12). Brill, Leiden 1975.
- Die Kirche im 19. Jahrhundert. Europäische Perspektiven. Vandenhoeck & Ruprecht, Göttingen 1987, ISBN 3-525-03266-8.
- (Hrsg., mit Kai Hørby): Die dänische Reformation vor ihrem internationalen Hintergrund (= Forschungen zur Kirchen- und Dogmengeschichte, Bd. 46). Vandenhoeck & Ruprecht, Göttingen 1990, ISBN 3-525-55153-3.
- Martinus noster. Luther in the German Reform movement 1518 - 1521. Zabern, Mainz 1994, ISBN 3-8053-1652-6.
- Reformationsstudien. Beiträge zu Luther und zur dänischen Reformation. Zabern, Mainz 1999, ISBN 3-8053-2599-1.